# Zelene, Zhurivka
Zelene (în ucraineană Зелене) este un sat în comuna Nova Orjîțea din raionul Zhurivka, regiunea Kiev, Ucraina.

## Demografie
Componența lingvistică a localității Zelene
     Ucraineană (100%)
Conform recensământului din 2001, toată populația localității Zelene era vorbitoare de ucraineană (100%).